# Кубок немецкой лиги по футболу
Кубок немецкой лиги (нем. DFL-Ligapokal) — футбольное соревнование в Германии, разыгрывавшееся в 1972—1973 и 1997—2007 годах. Проводился до старта чемпионата. В 1997—2007 годах в нём участвовали команды, занявшие места с первого по четвёртое в предыдущем розыгрыше чемпионата, обладатель Кубка Германии, и также мог принимать участие победитель второй Бундеслиги. Аналогичные турниры проводились до и после учреждения Кубка лиги — Кубок Fuji (1986—1996) и Кубок Telekom (с 2009).

## История
Впервые Кубок лиги был разыгран в сезоне 1972/73, в нём участвовали 32 клуба. Затем только через 13 лет стал проводиться короткий Кубок Fuji (в 1986—1996 годах). После этого Кубок лиги был учреждён заново и стал проводиться вместо Суперкубка, в нём играли 6 команд. Последний розыгрыш под таким названием состоялся в 2007 году, его победителем стала мюнхенская «Бавария».

## Формат
Кубок лиги разыгрывался шестью командами: действующие чемпион и вице-чемпион Германии, а также следующие две команды первой бундеслиги, занявшие 3-е и 4-е место в последнем розыгрыше чемпионата, и обладатель национального кубка. Если одна из команд, получавшая право на участие в кубке по итогам чемпионата, также являлась и обладателем кубка Германии, то в турнир допускалась команда, занявшая одно из следующих мест в первой Бундеслиге (это могло быть и более низкое место, чем 5-е, если подпадавшие под участие в турнире команды параллельно были задействованы в Кубке Интертото). В 2007 году обладатель Кубка Германии занял в чемпионате 6-е место, а место пятой команды Бундеслиги занял победитель второй Бундеслиги.
Турнир разыгрывался в трёх раундах на выбывание, последний — финал. На всех трёх стадиях противостояние состояло из одного матча. Чемпион Германии и обладатель кубка страны вступали в борьбу со второго раунда, остальные четыре команды разбивались на две пары и в первом раунде разыгрывали право на прохождение во второй раунд. Если чемпион одновременно являлся и обладателем кубка Германии, то второй командой, стартовавшей со второго раунда, становился вице-чемпион страны. Матчи первого раунда и финал проводились на нейтральных полях, матчи второго раунда также игрались на нейтральных полях, за исключением трёх последних розыгрышей, когда чемпион и обладатель Кубка Германии (или вице-чемпион) принимали соперников на своём поле. Матчи длились по 90 минут. В случае ничейного результата в основное время победитель выяснялся в серии послематчевых пенальти.

## Финалы
| Сезон   | Победитель | Счёт | Проигравший              | Стадион                      |
| ------- | ---------- | ---- | ------------------------ | ---------------------------- |
| 2007    | Бавария    | 1:0  | Шальке 04                | Центральный стадион, Лейпциг |
| 2006    | Вердер     | 2:0  | Бавария                  | Центральный стадион, Лейпциг |
| 2005    | Шальке 04  | 1:0  | Штутгарт                 | Центральный стадион, Лейпциг |
| 2004    | Бавария    | 3:2  | Вердер                   | Брухвегштадион, Майнц        |
| 2003    | Гамбург    | 4:2  | Боруссия (Дортмунд)      | Брухвегштадион, Майнц        |
| 2002    | Герта      | 4:1  | Шальке 04                | Рурштадион, Бохум            |
| 2001    | Герта      | 4:1  | Шальке 04                | Карл-Бенц-Штадион, Мангейм   |
| 2000    | Бавария    | 5:1  | Герта                    | Бай-Арена, Леверкузен        |
| 1999    | Бавария    | 2:1  | Вердер                   | Бай-Арена, Леверкузен        |
| 1998    | Бавария    | 4:0  | Штутгарт                 | Бай-Арена, Леверкузен        |
| 1997    | Бавария    | 2:0  | Штутгарт                 | Бай-Арена, Леверкузен        |
| 1972/73 | Гамбург    | 4:0  | Боруссия (Мёнхенгладбах) | Фолькспаркштадион, Гамбург   |

## Победители и финалисты
| Клуб                       | Победитель | Годы                               | Финалист | Годы             |
| -------------------------- | ---------- | ---------------------------------- | -------- | ---------------- |
| «Бавария»                  | 6          | 1997, 1998, 1999, 2000, 2004, 2007 | 1        | 2006             |
| «Герта»                    | 2          | 2001, 2002                         | 1        | 2000             |
| «Гамбург»                  | 2          | 1972/73, 2003                      | —        | —                |
| «Шальке 04»                | 1          | 2005                               | 3        | 2001, 2002, 2007 |
| «Вердер»                   | 1          | 2006                               | 2        | 1999, 2004       |
| «Штутгарт»                 | —          | —                                  | 3        | 1997, 1998, 2005 |
| «Боруссия (Дортмунд)»      | —          | —                                  | 1        | 2003             |
| «Боруссия (Мёнхенгладбах)» | —          | —                                  | 1        | 1972/73          |